# Anca Mizumschi
Anca Mizumschi (Konstanca, 1964. november 24.) román költőnő.

## Életrajza
1990-ben végezte el a bukaresti Carol Davila Orvosi és Gyógyszerészeti Egyetem általános orvosi szakát. 2009-ben a Bukaresti Egyetem Pszichológia és Neveléstudományi Karán szerzett diplomát.

## Kötetei
- Departe de Hemingway. Versek. (cartea cea mai mică kk.), debüt. Bukarest, 1988
- Est. Versek. Viitorul Românesc kk., Bukarest, 1993
- Opera Capitală. Versek. Albatros, Temesvár, 1995
- Poze cu zimți. Versek. Brumar kk., Bukarest, 2008
- Anca lui Noe. Versek. Humanitas kk., Bukarest, 2009

## Közlései
A kortárs román irodalmi folyóiratokban (România literară, Luceafărul, Tomis, Tribuna, DilemaVeche, Flacăra) közölt rendszeresen.

## Szerkesztői tevékenysége
A bukaresti Viitorul Românesc könyvkiadó szerkesztője.

## Tevékenysége a tömegkommunikációs eszközökben
A bukaresti Tinerama nevű rádió kulturális műsorának a gyártásvezetője.

## Díjai
- A konstancai Tomis című irodalmi folyóirat különdíja
- A kolozsvári Tribuna című irodalmi folyóirat költészet-díja
- A bukaresti Ateneu című irodalmi folyóirat George Bacovia-díja
- A Romániai Írószövetség költészet-díja, 2009
- A bukaresti Observator Cultural című kulturális folyóirat díja, 2010

## Külső hivatkozások
- A bukaresti Humanitas Könyvkiadó portálja
- Violeta Savu, Anca Mizumschi, Poze cu zminți Archiválva 2021. december 13-i dátummal a Wayback Machine-ben